# Jacqueline Piñol
Jacqueline Piñol (* 8. April 1979 in Queens, New York) ist eine US-amerikanische Filmschauspielerin und Synchronsprecherin.

## Leben
Piñol ist französischer und lateinamerikanischer Abstammung. Sie zog in jungen Jahren nach Beverly Hills und absolvierte 1997 die Beverly Hills High School, wo sie Mitglied des renommierten High-School-Chor Madrigal Singers war. Anfangs arbeitete sie noch unter dem Pseudonym Jacqueline Aries.
Piñols Karriere begann als Synchronsprecherin für das Videospiel Noir für Microsoft Windows von 1996. Danach folgten verschiedene Gastauftritte in Fernsehserien wie The Pretender, King of Queens, The Division und General Hospital. Anschließend verkörperte sie wiederkehrende und größere Rollen, wie in Ponderosa und Resurrection Blvd. In der Fernsehserie Bosch spielte sie zwischen 2016 und 2020 in 13 Folgen die Rolle der Polizistin Julie Espinoza.

## Privates
Piñol spricht neben englisch auch spanisch, französisch, italienisch und lernt Mandarin. Sie ist mit dem Musiker Jonny Blu verheiratet, mit dem sie ein gemeinsames Kind hat.

## Filmografie (Auswahl)
- 2001–2002: Ponderosa (Fernsehserie, 7 Folgen)
- 2001–2002: Resurrection Blvd. (Fernsehserie, 8 Folgen)
- 2005: How I Met Your Mother (Fernsehserie, 1 Folge)
- 2007–2008: CSI: NY (Fernsehserie, 4 Folgen)
- 2015, 2022: Criminal Minds (Fernsehserie, 2 Folgen)
- 2016: Quantum Break (Miniserie, 4 Folgen)
- 2016–2020: Bosch (Fernsehserie, 13 Folgen)
- 2021: American Horror Story (Fernsehserie, 1 Folge)

## Synchronrollen (Auswahl)
- 2016: Quantum Break als „Dr. Sofia Amaral“ (Computerspiel)
- 2018: Marvel’s Spider-Man als „Rio Morales“ (Computerspiel)
- 2020: Marvel’s Spider-Man: Miles Morales als „Rio Morales“ (Computerspiel)
- 2023: Marvel’s Spider-Man 2 als „Rio Morales“ (Computerspiel)